# Árbol de lava

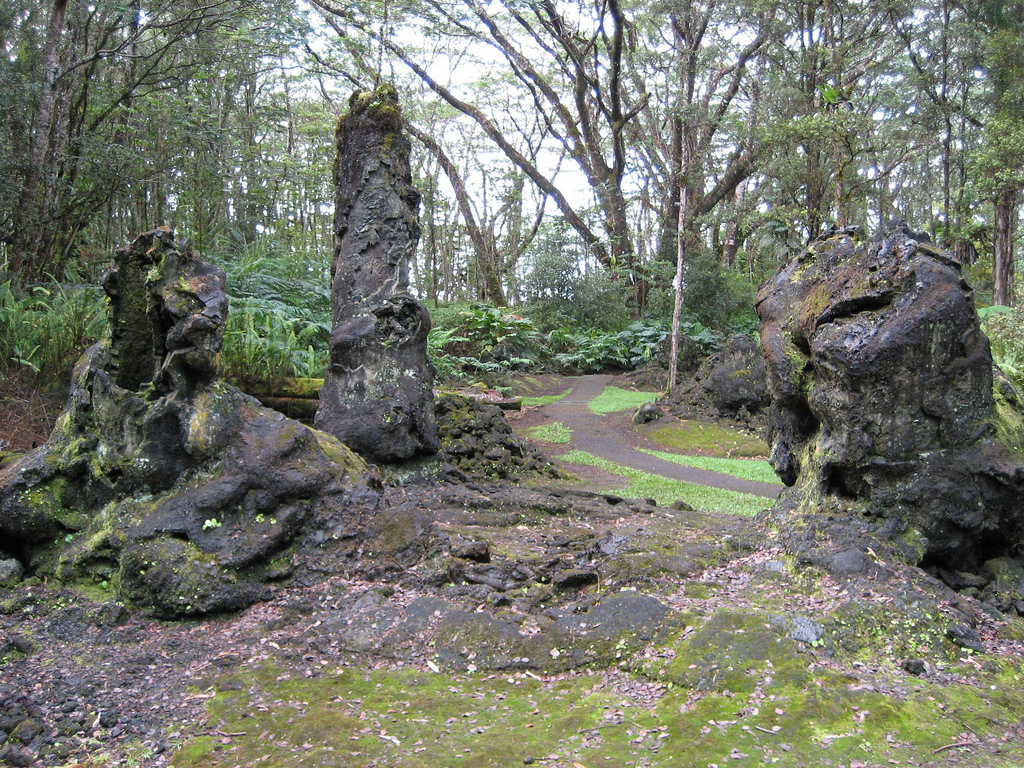
Árboles de lava en el monumento estatal Lava Tree, en Hawaï, Estados Unidos.

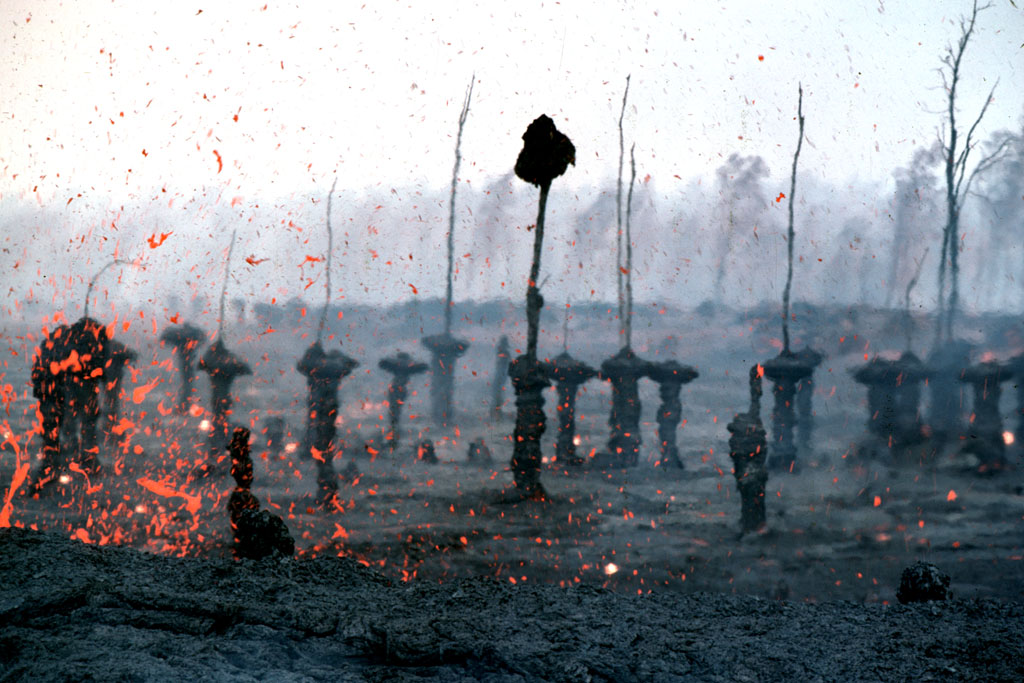
Árboles de lava en formación después del paso de una colada de lava del Puʻu ʻŌʻō en 1983 en Hawaï.

Un árbol de lava (del inglés: lava tree) es una formación volcánica que corresponde al fundido parcial de un árbol, por lo general la parte inferior del tronco, por la lava líquida que logra solidificarse a su alrededor.

## Formación
En contacto con la lava, que alcanza temperaturas cercanas o superiores a los mil grados Celsius, el agua contenida en los tejidos del árbol, que se vaporiza, y los gases volcánicos liberados por la lava crean entre la lava y el tronco una capa lo suficientemente aislante, de modo que el tronco se consuma tan lentamente que permita que la lava se endurezca y conserve la huella del vegetal. Para que  se forme un árbol de lava, es necesario: que la lava sea sea muy líquida, generalmente basáltica de tipo pāhoehoe, aunque a veces de tipo ʻaʻā; que los árboles sean lo suficientemente gruesos como para resistir el paso de la lava; y que ese paso dure suficiente tiempo como para que se endurezca alrededor del tronco una capa de lava, pero que el nivel de la lava descienda antes de que el árbol se consuma completamente.

## Leyenda
En la mitología hawaiana los árboles de lava fueron creados por primera vez por la diosa Pele. Habiendo perdido una carrera de hōlua contra un jefe Puna, se vengó derramando un torrente de lava, convirtiéndolo en un pilar de piedra. Otros líderes hawainos y los espectadores de la carrera, demasiado próximos a la cólera de Pele, también quedaron atrapados en la colada y fueron transformados en monolitos.